# La Madeleine (Nord)
La Madeleine és un municipi francès al departament del Nord (regió dels Alts de França). L'any 2006 tenia 22.399 habitants. L'any 2006 tenia 22.681 habitants. Limita al nord amb Marquette-lez-Lille, a l'oest amb Saint-André-lez-Lille, a l'est amb Marcq-en-Barœul i al sud amb Lilla.

## Demografia

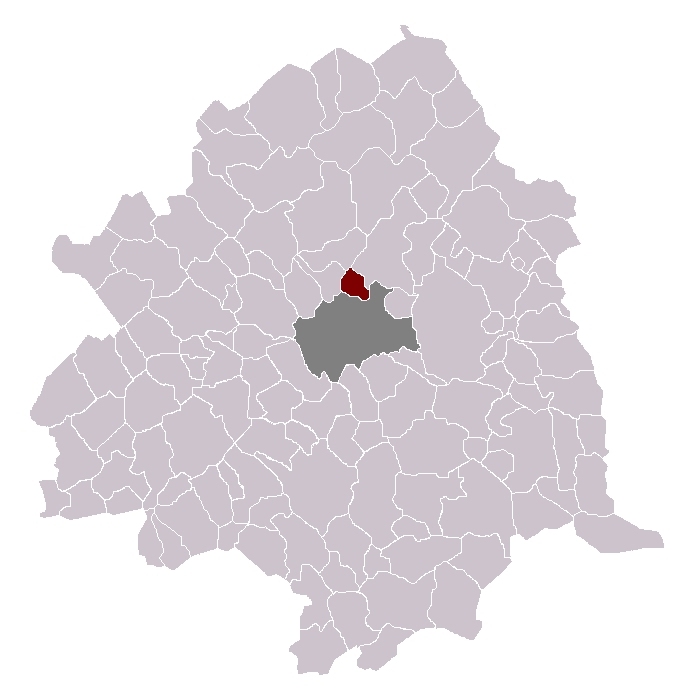
Ubicació de La Madeleine dins del cantó i el districte

| 1962                                       | 1968   | 1975   | 1982   | 1990   | 1999   | 2006   |
| ------------------------------------------ | ------ | ------ | ------ | ------ | ------ | ------ |
| 23.381                                     | 23.203 | 20.999 | 22.115 | 21.601 | 22.399 | 22.681 |
| Des de 1962: població sense dobles comptes |        |        |        |        |        |        |

## Història
Com altres municipis del Nord, La Madeleine pertanyia al comtat de Flandes a l'Edat Mitjana i es va veure sacsejada per les guerres entre flamencs, espanyols i francesos. Les lluites de religió que van dividir Europa en dues meitats van arribar també a la regió. Amb el pas definitiu a França (i per tant al catolicisme) al segle xvii va començar un període de desenvolupament, basat sobretot en el comerç amb la propera Lille.
A començaments de la Revolució Francesa comptava només amb 600 habitants, després d'un llarg període d'epidèmies. La indústria s'hi va instal·lar lentament al segle xix, sense desbancar el predomini del sector primari. La família Rothschild fa passar per la vila la via fèrria que comunica Lilla amb Calais i que fa créixer tota la regió. Així, el 1850 s'arriba a les 2000 persones residents i cinquanta anys més tard ja frega les 12000.
La ciutat va ser ocupada durant la Primera Guerra Mundial i gran part dels seus edificis i monuments, destruïts. Igualment, durant la Segona Guerra Mundial, la localitat va passar a control alemany. Des dels anys 60 viu un augment de població i un seguit de transformacions urbanístiques per acollir els nouvinguts.

## Administració
| Període   | Identitat          | Partit |
| --------- | ------------------ | ------ |
| 1977-2008 | Claude Dhinnin     |        |
| 2008-     | Sébastien Leprêtre |        |